# Número e

Diez mil primeras cifras decimales del número en formato cartel

En matemáticas, la constante {\displaystyle {\text{e}}\,} es uno de los números irracionales y los números trascendentes más importantes.
Es aproximadamente 2,71828 y aparece en diversas ramas de las matemáticas, al ser la base de los logaritmos naturales y formar parte de las ecuaciones del interés compuesto y otros muchos problemas.
El número {\displaystyle {\text{e}}\,}, conocido en ocasiones como número de Euler o constante de Napier, fue reconocido y utilizado por primera vez por el matemático escocés John Napier, quien introdujo el concepto de logaritmo en el cálculo matemático.
Juega un papel importante en el cálculo y en el análisis matemático, en la definición de la función más importante de la matemática, la función exponencial, así como {\displaystyle \pi \,} lo es de la geometría y el número {\displaystyle i\,} del análisis complejo y del álgebra.
El número {\displaystyle {\text{e}}\,}, al igual que el número {\displaystyle \pi \,} y el número áureo (φ), es un número irracional, no expresable mediante una razón de dos números enteros; o bien, no puede ser representado por un numeral decimal exacto o un decimal periódico. Además, también como {\displaystyle \pi \,}, es un número trascendente, es decir, que no puede ser raíz de ecuación algebraica alguna con coeficientes racionales.
El valor de {\displaystyle {\text{e}}\,} truncado a sus primeras cifras decimales es el siguiente:

## Historia

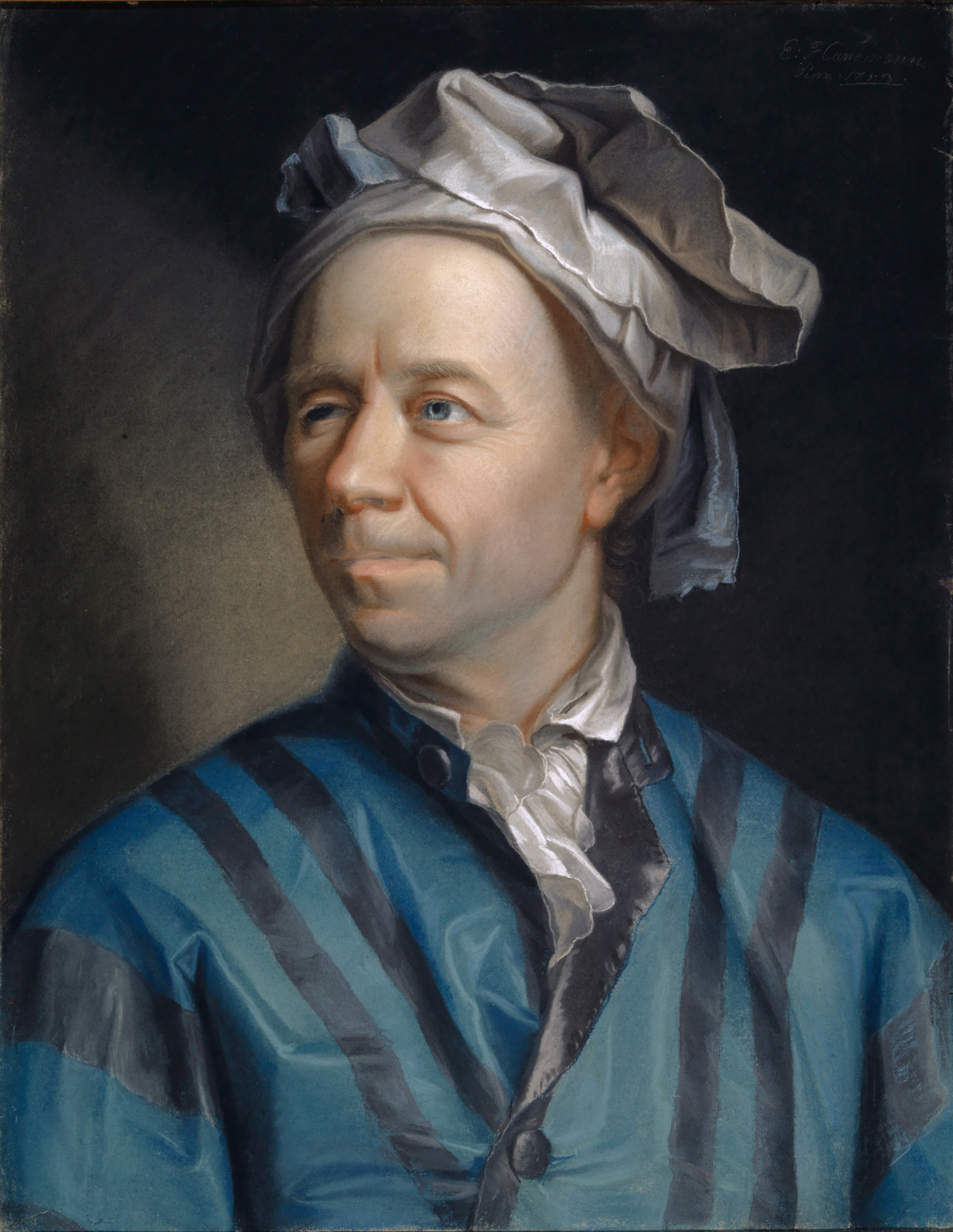
Leonhard Euler popularizó el uso de la letra e para representar la constante; además fue el descubridor de numerosas propiedades referentes a ella.

A diferencia de {\displaystyle \pi \,}, la introducción del número {\displaystyle {\text{e}}} en la matemática es relativamente reciente, lo cual tiene sentido si se considera que este último tuvo un origen analítico y no geométrico, como el primero. En las palabras de Eli Maor:

The story of {\displaystyle \pi \,} has been extensively told, no doubt because its history goes back to ancient times, 
but also because much of it can be grasped without a knowledge of advanced mathematics. Perhaps no book did better than Petr Beckmann's A History of Pi, a model of popular yet clear and precise exposition. The number e fared less well. Not only is it of more modern vintage, but its history is closely associated with the calculus, the subject that is traditionally regarded as the gate to "higher" mathematics.
La historia de {\displaystyle \pi \,} ha sido extensivamente contada, sin duda no solo porque su historia se trae desde tiempos antiguos, sino también porque mucho de él puede ser entendido sin un conocimiento avanzado de las matemáticas. Quizá ningún libro fue mejor que Historia de Pi de Petr Beckmann, un modelo de exposición popular pero también claro y preciso. Al número e no le fue tan bien. No solo es de una época más moderna, sino también que su historia está cercanamente asociada con el cálculo, el tema que es tradicionalmente visto como la puerta hacia matemáticas "más elevadas".

Las primeras referencias a la constante fueron publicadas en 1618 en la tabla en un apéndice de un trabajo sobre logaritmos de John Napier.
No obstante, esta tabla no contenía el valor de la constante, sino que era simplemente una lista de logaritmos naturales calculados a partir de esta. Se cree que la tabla fue escrita por William Oughtred. Unos años más tarde, en 1624, {\displaystyle {\text{e}}} se ve nuevamente involucrado en la literatura matemática, aunque no del todo. Ese año, Briggs dio una aproximación numérica a los logaritmos en base 10, pero no mencionó al número {\displaystyle {\text{e}}} explícitamente en su trabajo.
La siguiente aparición de {\displaystyle {\text{e}}} es algo dudosa. En 1647, Saint-Vincent calculó el área bajo la hipérbola rectangular. Si reconoció la conexión con los logaritmos es una cuestión abierta a debate, e incluso si lo hizo, no hubo razón para que tratara con {\displaystyle {\text{e}}} explícitamente. Quien sí comprendió la relación entre la hipérbola rectangular y el logaritmo fue Huygens allá por 1661, al estudiar el problema del área bajo la curva {\displaystyle yx=1}. El número {\displaystyle {\text{e}}} es aquel valor de abscisa a tomar para que el área bajo esta curva a partir de 1 sea igual a 1. Esta es la propiedad que hace que {\displaystyle {\text{e}}} sea la base de los logaritmos naturales, y si bien no era comprendida del todo por los matemáticos de aquel entonces, de a poco iban acercándose a su comprensión.
Sin embargo, y tal vez inesperadamente, no es a través de los logaritmos que {\displaystyle {\text{e}}} es descubierto, sino del estudio del interés compuesto, problema abordado por Jacob Bernoulli en 1683. Si se invierte una Unidad Monetaria (que abreviaremos en lo sucesivo como UM) con un interés del 100% anual y se pagan los intereses una vez al año, se obtendrán 2 UM. Si se pagan los intereses 2 veces al año, dividiendo el interés entre 2, la cantidad obtenida es 1 UM multiplicado por 1,5 dos veces, es decir 1 UM x 1,502 = 2,25 UM. Si dividimos el año en 4 períodos (trimestres), al igual que la tasa de interés, se obtienen 1 UM x 1,254 = 2,4414… En caso de pagos mensuales el monto asciende a 1 UM x {\displaystyle (1+\textstyle {1 \over 12})^{12}} = 2,61303…UM. Por tanto, cada vez que se aumenta la cantidad de períodos de pago en un factor de n (que tiende a crecer sin límite) y se reduce la tasa de interés en el período, en un factor de {\displaystyle \textstyle {1 \over n}}, el total de unidades monetarias obtenidas estará dado por la siguiente expresión:
{\displaystyle \lim _{n\to \infty }\left(1+{1 \over n}\right)^{n}.}
Bernoulli utilizó el teorema del binomio para mostrar que dicho límite se encontraba entre 2 y 3. Se puede considerar que ésta es la primera aproximación encontrada para {\displaystyle {\text{e}}}. Incluso si aceptamos ésta como una definición de {\displaystyle {\text{e}}}, sería la primera vez que un número se define como un proceso de límite. Con seguridad, Bernoulli no reconoció ninguna conexión entre su trabajo y los logaritmos.
De aquí proviene la definición que se da de {\displaystyle {\text{e}}} en finanzas, que expresa que este número es el límite de una inversión de 1 UM con una tasa de interés al 100% anual compuesto en forma continua. En forma más general, una inversión que se inicia con un capital C y una tasa de interés anual R, proporcionará {\displaystyle Ce^{R}} UM con interés compuesto.
El primer uso conocido de la constante, representado por la letra b, fue en una carta de Gottfried Leibniz a Christiaan Huygens en 1690 y 1691. Leonhard Euler comenzó a utilizar la letra e para identificar la constante en 1727, y el primer uso de {\displaystyle {\text{e}}} en una publicación fue en Mechanica, de Euler, publicado en 1736. Mientras que en los años subsiguientes algunos investigadores usaron la letra c, {\displaystyle {\text{e}}} fue la más común, y finalmente se convirtió en la terminología usual. Euler realizó varios aportes en relación con {\displaystyle {\text{e}}} en los años siguientes, pero no fue hasta 1748 cuando publicó su Introductio in analysin infinitorum que dio un tratamiento definitivo a las ideas sobre {\displaystyle {\text{e}}}. Allí mostró que 
{\displaystyle {\text{e}}=1+{\frac {1}{1}}+{\frac {1}{1\cdot 2}}+{\frac {1}{1\cdot 2\cdot 3}}+\cdots }
y dio una aproximación para {\displaystyle {\text{e}}} de 18 cifras decimales, sin mostrar cómo la obtuvo. También dio su expresión como fracción continua reconociendo el patrón que sigue dicha expresión. Fue esta caracterización la que le sirvió de base para concluir que {\displaystyle {\text{e}}} es un número irracional, y la mayor parte de la comunidad acepta que Euler fue el primero en probar esta propiedad.
La pasión que guio a mucha gente a calcular más y más cifras decimales de {\displaystyle \pi \,} nunca pareció replicarse de la misma manera para {\displaystyle {\text{e}}}. Sin embargo, algunos se embarcaron en la tarea de calcular su expansión decimal y el primero en contribuir con esto fue William Shanks en 1854. Vale la pena destacar que Shanks fue un entusiasta aún mayor del cálculo de los decimales de {\displaystyle \pi }. James Whitbread Lee Glaisher mostró que los primeros 137 lugares de Shanks para el cálculo de {\displaystyle {\text{e}}} eran correctos, pero encontró un error que, tras ser corregido por el propio Shanks, arrojó cifras decimales de e hasta el lugar 205. De hecho, se necesita alrededor de 120 términos de 1 + 1/1! + 1/2! + 1/3! + … para obtener 200 decimales.
Expansiones decimales aún mayores siguieron con los trabajos de Boorman en 1884, quien calculó 346 lugares y halló que su cómputo coincidía con el de Shanks hasta el lugar 187, pero luego divergían. En 1887 Adams estimó el logaritmo de {\displaystyle {\text{e}}} en base 10 con 272 cifras exactas.
En 1873, Charles Hermite (1822-1905) logró demostrar que {\displaystyle {\text{e}}} es trascendente. A dicho logro llegó usando un polinomio, conseguido con ayuda de fracciones continuas empleadas, anteriormente, por Lambert. David Hilbert (también Karl Weierstrass y otros), propuso posteriormente variantes y modificaciones de las primeras demostraciones.

## Definición

El área entre el eje y la gráfica, entre y es.

La definición más común de {\displaystyle e} es como el valor límite de la sucesión {\displaystyle (1+n^{-1})^{n}}. En símbolos,
{\displaystyle {\text{e}}:=\lim _{n\to \infty }\left(1+n^{-1}\right)^{n}}
A veces se toma también como punto de partida, resultado de aplicar el teorema del binomio, la serie siguiente:
{\displaystyle {\text{e}}=\sum _{n=0}^{\infty }(n!)^{-1}}
que se expande como
{\displaystyle {\text{e}}={\frac {1}{0!}}+{\frac {1}{1!}}+{\frac {1}{2!}}+{\frac {1}{3!}}+\cdots }
Otra definición habitual dada a través del cálculo integral es como solución de la ecuación
{\displaystyle \int _{1}^{x}{\frac {dt}{t}}=1,}
es decir que se define {\displaystyle {\text{e}}} como el número para el que
{\displaystyle \int _{1}^{e}{\frac {dt}{t}}=1.}

## Propiedades matemáticas y aplicaciones

### Análisis matemático

#### Función exponencial
Para cualquier {\displaystyle x\in \mathbb {R} }, la sucesión {\displaystyle \left(1+{\tfrac {x}{n}}\right)^{n}} converge. Podemos denotar dicho límite con {\displaystyle {\text{e}}^{x}}: 
{\displaystyle {\text{e}}^{x}:=\lim _{n\to \infty }\left(1+{x \over n}\right)^{n}.}
Se llama función exponencial a la función real cuya variable independiente recorre el conjunto {\displaystyle \mathbb {R} } de los números reales, y se define como
{\displaystyle {\begin{aligned}f\colon \mathbb {R} &\to \mathbb {R^{+}} \\x&\mapsto {\text{e}}^{x}\end{aligned}}}
El rasgo más relevante de la función exponencial es que su función derivada (que existe en todo punto) coincide con la propia función, es decir,
{\displaystyle {\frac {d}{dx}}e^{x}=e^{x}.}
Además, es la única función no idénticamente nula (a menos de multiplicación por constantes) con esta propiedad. Esto hace de la exponencial la función más importante del análisis matemático, y en particular para las ecuaciones diferenciales.
El desarrollo en serie de la función {\displaystyle f(x)={\text{e}}^{x}} se realiza mediante la fórmula de Maclaurin. Puesto que 
{\displaystyle f(x)=f^{'}(x)=f^{''}(x)=...=f^{n+1}(x)={\text{e}}^{x},}
{\displaystyle f(0)=f^{'}(0)=f^{''}(0)=...=f^{n+1}(0)=1,}
la fórmula de Maclaurin se escribe de la siguiente manera:
{\displaystyle {\text{e}}^{x}=\sum _{k=0}^{n}{\frac {f^{(k)}(0)}{k!}}\,x^{k}+R_{k}(x)=1+{\frac {x}{1!}}+{\frac {x^{2}}{2!}}+{\frac {x^{3}}{3!}}+...+{\frac {x^{n}}{n!}}+O(x^{n+1})}
Suponiendo x=1, se obtiene el valor aproximado del número 
{\displaystyle {\text{e}}\approx 1+{\frac {1}{1!}}+{\frac {1}{2!}}+{\frac {1}{3!}}+...+{\frac {1}{n!}}}
Donde ≈ se entiende como un valor aproximado.

#### Problema de Steiner

El máximo global de ocurre en.

Este problema plantea encontrar el máximo absoluto de la función
{\displaystyle f(x)=x^{1/x}.}
Este máximo se da precisamente en {\displaystyle {\text{e}}}.
Asimismo, {\displaystyle 1/{\text{e}}} es el mínimo absoluto de la función
{\displaystyle f(x)=x^{x}\,}
definida para {\displaystyle x>0}. Más en general, la función
{\displaystyle \!\ f(x)=x^{x^{n}}}
alcanza su máximo global en {\displaystyle 1/{\text{e}}} para {\displaystyle n<0}; y el mínimo global se encuentra en {\displaystyle {\text{e}}^{-1/n}} para {\displaystyle n>0}.
La tetración infinita
{\displaystyle x^{x^{x^{\cdot ^{\cdot ^{\cdot }}}}}} o {\displaystyle {^{\infty }}x}
converge si y solo si {\displaystyle {\text{e}}^{-{\text{e}}}\leq x\leq {\text{e}}^{1/{\text{e}}}}, por un teorema de Leonhard Euler.

### Números complejos

Representación geométrica de la fórmula de Euler

El número {\displaystyle {\text{e}}} presenta en la fórmula de Euler un papel importante relacionado con los números complejos:
{\displaystyle {\text{e}}^{ix}=\cos x+i\operatorname {sen} x,\,\!}
El caso especial con {\displaystyle x=\pi } es conocido como identidad de Euler o fórmula mística de Euler
{\displaystyle {\text{e}}^{i\pi }+1=0.\,\!}
Esta fórmula llegó como una revelación a Benjamin Peirce, profesor de Harvard, quien la expuso ante sus alumnos, y manifestó su reconocimiento ante la maravillosa conexión de los cinco números más famosos de toda la matemática.
de la que se deduce que:
{\displaystyle \log _{e}(-1)=i\pi .\,\!}
Además, utilizando las leyes de la exponenciación, se obtiene:
{\displaystyle (\cos x+i\operatorname {sen} x)^{n}=\left({\text{e}}^{ix}\right)^{n}={\text{e}}^{inx}=\cos(nx)+i\operatorname {sen}(nx)}
que es la fórmula de De Moivre.

### Probabilidad y estadística
El número e también aparece en aplicaciones a la teoría de probabilidades. Un ejemplo es el problema de los desarreglos, descubierto en parte por Jacob Bernoulli junto con Pierre Raymond de Montmort, también conocido como el problema de los sombreros: los n invitados a una fiesta dejan a la entrada sus sombreros con el mayordomo, quien los coloca luego en n compartimentos, cada uno con el nombre de uno de los invitados. Pero el mayordomo no conoce la identidad de los invitados, y entonces coloca los sombreros en los compartimentos al azar. El problema de De Montmort es encontrar la probabilidad de que ninguno de los sombreros sea colocado en el compartimento correcto. La respuesta es:
{\displaystyle P(n)=1-{\frac {1}{1!}}+{\frac {1}{2!}}-{\frac {1}{3!}}+\cdots +{\frac {(-1)^{n}}{n!}}=\sum _{k=0}^{n}{\frac {(-1)^{k}}{k!}}.}
A medida que el número n de invitados tiende a infinito, P(n) se aproxima a 1/e. Más aún, el número de maneras en que se pueden colocar los sombreros en los compartimentos de forma que ninguno corresponda a su dueño es n!/e redondeado al entero más cercano, para cada positivo n.
El resultado anterior puede reformularse de la siguiente manera: sea {\displaystyle P(n)} la probabilidad de que una función aleatoria del conjunto 1, 2, ..., n en sí mismo tenga al menos un punto fijo. Entonces
{\displaystyle \lim _{n\to \infty }P(n)=1-{\frac {1}{e}}=0.6321205588...}
Otra aparición de {\displaystyle {\text{e}}} en la probabilidad es en el siguiente problema: se tiene una secuencia infinita de variables aleatorias X1, X2…, con distribución uniforme en [0,1]. Sea N el menor entero n tal que la suma de las primeras n observaciones es mayor que 1:
{\displaystyle N=\min {\left\{n\mid X_{1}+X_{2}+\cdots +X_{n}>1\right\}}.}
Luego, {\displaystyle E(N)={\text{e}}}. Este resultado permite estimar el valor de la constante por medio de simulaciones aleatorias.
Sin embargo, el papel más relevante que juega el número {\displaystyle {\text{e}}} en esta rama de la matemática viene dado a través de la función de densidad de probabilidad para la distribución normal con media μ y desviación estándar σ, que depende de la integral gaussiana:
{\displaystyle \phi (x)={1 \over \sigma {\sqrt {2\pi }}}\,{\text{e}}^{-(x-\mu )^{2}/2\sigma ^{2}}.}
El rol de esta distribución es central en la teoría y la práctica.

### Teoría de números
Las siguientes dos relaciones son corolarios directos del teorema de los números primos
{\displaystyle {\text{e}}=\lim _{n\to \infty }{\sqrt[{p_{n}}]{(p_{n}\#)}}}
donde {\displaystyle p_{n}} es n-esimo primo y {\displaystyle p_{n}\#} es el primorial del n-esimo primo.
{\displaystyle {\text{e}}=\lim _{n\to \infty }n^{\pi (n)/n}}
donde {\displaystyle \pi (n)} la función contadora de primos.

### Geometría

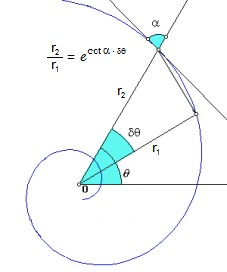
Espiral equiangular de ángulo α

Al igual que {\displaystyle \pi }, {\displaystyle {\text{e}}} puede interpretarse como un cociente entre cantidades ligadas a cierta curva del plano. 
Consideremos una curva con la propiedad de que cualquier semirrecta que nace en el origen corta a esta formando un ángulo de {\displaystyle \pi /4} radianes (existen instrumentos que permiten trazar curvas con esta característica). Si tomamos dos puntos cualesquiera de la curva {\displaystyle P_{1},P_{2}} con una separación angular de 1 radián, y {\displaystyle r_{i}=\operatorname {dist} (P_{i},O),r_{1}<r_{2},} entonces se tiene
{\displaystyle {\frac {r_{2}}{r_{1}}}={\text{e}}.}
Esta construcción puede parecer forzada por el hecho de requerir medir un radián, sin embargo, esto puede conseguirse muy fácilmente si permitimos la operación de deslizar una circunferencia sobre una recta (operación más que usual dentro del conjunto de curvas mecánicas). 
La curva con la propiedad anteriormente señalada es un caso especial de espiral logarítmica o equiangular, y puede probarse fácilmente que a partir de su condición de «equiangularidad», su ecuación en coordenadas polares {\displaystyle (r,\theta )} viene dada por
{\displaystyle r(\theta )=Ae^{\theta },\qquad \theta \in \mathbb {R} ,A>0.}
Más generalmente, si la curva es cortada formando un ángulo {\displaystyle 0<\alpha \leq \pi /2}, entonces su expresión en coordenadas polares es
{\displaystyle r(\theta )=Ae^{\cot(\alpha )\cdot \theta }.}
Otra manifestación relevante de e en la geometría se da con la catenaria. La catenaria es la curva cuya forma es adoptada por una cuerda de densidad uniforme sujeta por sus dos extremos y sometida únicamente a la fuerza de la
gravedad. Queda determinada por la posición de sus extremos y su longitud.

### Irracionalidad y trascendencia
El número real {\displaystyle {\text{e}}} es irracional, lo que significa que no puede expresarse como fracción de dos números enteros, como demostró Euler en 1737. En su demostración, Euler se valió de la representación de e como fracción continua, que al ser infinita, no puede corresponder a un número racional. Sin embargo, la demostración más conocida fue dada por Fourier, y se basa en el desarrollo en serie del número. 
En 1768, J. H. Lambert (1728-1777) probó que {\displaystyle {\text{e}}^{p/q}} es irracional si {\displaystyle {\tfrac {p}{q}}} es un racional positivo.
También es un trascendente, es decir, que no es la raíz de ningún polinomio de coeficientes enteros (ver teorema de Lindemann–Weierstrass). Fue el primer número trascendente que fue probado como tal, sin haber sido construido específicamente para tal propósito (comparar con el número de Liouville). La demostración de esto fue dada por Charles Hermite en 1873.
Se cree que e además es un número normal. No se sabe si e es un período algebraico.

### Fórmulas que contienen al número e
A continuación, se exhiben varias fórmulas que involucran de diversas formas a {\displaystyle {\text{e}}}:
{\displaystyle {\frac {1}{\text{e}}}=\sum _{k=0}^{\infty }{\frac {1-2k}{(2k)!}}.}
{\displaystyle {\sqrt {\text{e}}}=\sum _{k=0}^{\infty }{\frac {4k+3}{2^{2k+1}\,(2k+1)!}}.}
{\displaystyle {\frac {{\text{e}}+1}{e-1}}=2+{\cfrac {1}{6+{\cfrac {1}{10+{\cfrac {1}{14+{\cfrac {1}{18+{\ddots }}}}}}}}}.}
{\displaystyle {\sqrt {\text{e}}}-1={\cfrac {1}{1+{\cfrac {1}{1+{\cfrac {1}{1+{\cfrac {1}{5+{\cfrac {1}{1+{\cfrac {1}{1+{\cfrac {1}{9+{\cfrac {1}{1+{\cfrac {1}{1+{\ddots }}}}}}}}}}}}}}}}}}}.}
{\displaystyle 2={\frac {{\text{e}}^{1}}{{\text{e}}^{1/2}}}\cdot {\frac {{\text{e}}^{1/3}}{{\text{e}}^{1/4}}}\cdot {\frac {{\text{e}}^{1/5}}{{\text{e}}^{1/6}}}\cdot {\frac {{\text{e}}^{1/7}}{{\text{e}}^{1/8}}}\cdots ,}
la cual se obtiene de la identidad {\displaystyle \ln 2=1-{\frac {1}{2}}+{\frac {1}{3}}-{\frac {1}{4}}\cdots }
{\displaystyle {\text{e}}-{\frac {1}{\text{e}}}=2\prod _{k=1}^{\infty }\left(1+{\frac {1}{k^{2}\pi ^{2}}}\right).}
{\displaystyle {\text{e}}+{\frac {1}{\text{e}}}=2\prod _{k=1}^{\infty }\left(1+{\frac {4}{(2k-1)^{2}\pi ^{2}}}\right).}
Identidad de Euler o fórmula mística de Euler
{\displaystyle {\text{e}}^{i\pi }+1=0.\,\!}
Fórmula de Stirling:
{\displaystyle n!\approx {\sqrt {2\pi n}}\left({\frac {n}{\text{e}}}\right)^{n}.}
Fórmula de Gosper:
{\displaystyle -{\frac {\pi ^{2}}{12{\text{e}}^{3}}}=\sum _{k=1}^{\infty }{\frac {1}{k^{2}}}\ \cos \left({\frac {9}{k\pi +{\sqrt {k^{2}\pi ^{2}-9}}}}\right).}

## Representaciones dee
El número {\displaystyle {\text{e}}} puede ser representado como un número real en varias formas: como serie infinita, como producto infinito, como fracción continua o como límite de una sucesión. 

### Como límite
La principal de estas representaciones, particularmente en los cursos básicos de cálculo, es la propia definición de {\displaystyle {\text{e}}}, es decir, el límite:
{\displaystyle {\text{e}}=\lim _{n\to \infty }\left(1+{\frac {1}{n}}\right)^{n}.}
En 1975, el suizo Felix A. Keller obtuvo el límite simétrico:
{\displaystyle {\text{e}}=\lim _{n\to \infty }\left[{\frac {(n+1)^{n+1}}{n^{n}}}-{\frac {n^{n}}{(n-1)^{n-1}}}\right].}
De la fórmula de Stirling se obtiene
{\displaystyle {\text{e}}=\lim _{n\to \infty }n\cdot \left({\frac {\sqrt {2\pi n}}{n!}}\right)^{1/n}} y
{\displaystyle {\text{e}}=\lim _{n\to \infty }{\frac {n}{\sqrt[{n}]{n!}}}}.
Se mostró también que
{\displaystyle {\text{e}}=\lim _{n\to \infty }{\sqrt[{p_{n}}]{(p_{n}\#)}}}
donde {\displaystyle p_{n}} es enésimo primo y {\displaystyle p_{n}\#} es el primorial del enésimo primo.
{\displaystyle {\text{e}}=\lim _{n\to \infty }n^{\pi (n)/n}}
donde {\displaystyle \pi (n)} la función contadora de primos.

### Como serie o suma infinita
{\displaystyle {\text{e}}={\frac {1}{2}}\sum _{k=0}^{\infty }{\frac {k+1}{k!}}}
{\displaystyle {\text{e}}=2\sum _{k=0}^{\infty }{\frac {k+1}{(2k+1)!}}}
{\displaystyle {\text{e}}=\sum _{k=0}^{\infty }{\frac {3-4k^{2}}{(2k+1)!}}}
{\displaystyle {\text{e}}=\sum _{k=0}^{\infty }{\frac {(3k)^{2}+1}{(3k)!}}}
{\displaystyle {\text{e}}=\sum _{k=0}^{\infty }{\frac {2k+3}{(k+2)!}}}
{\displaystyle {\text{e}}=\sum _{k=1}^{\infty }{\frac {k^{n}}{B_{n}(k!)}}} donde {\displaystyle B_{n}} es el {\displaystyle n}-esimo número de Bell.
Algunos ejemplos de esta última caracterización:
{\displaystyle {\text{e}}=\sum _{k=1}^{\infty }{\frac {k^{2}}{2(k!)}}}
{\displaystyle {\text{e}}=\sum _{k=1}^{\infty }{\frac {k^{3}}{5(k!)}}}
{\displaystyle {\text{e}}=\sum _{k=1}^{\infty }{\frac {k^{4}}{15(k!)}}}
{\displaystyle {\text{e}}=\sum _{k=1}^{\infty }{\frac {k^{5}}{52(k!)}}}
{\displaystyle {\text{e}}=\sum _{k=1}^{\infty }{\frac {k^{6}}{203(k!)}}}
{\displaystyle {\text{e}}=\sum _{k=1}^{\infty }{\frac {k^{7}}{877(k!)}}}

### Como producto infinito
El número {\displaystyle {\text{e}}} puede expresarse también mediante productos infinitos «del tipo Wallis» de diversas formas, incluyendo el producto de Pippenger
{\displaystyle {\text{e}}=2\left({\frac {2}{1}}\right)^{1/2}\left({\frac {2}{3}}\;{\frac {4}{3}}\right)^{1/4}\left({\frac {4}{5}}\;{\frac {6}{5}}\;{\frac {6}{7}}\;{\frac {8}{7}}\right)^{1/8}\left({\frac {8}{9}}\;{\frac {10}{9}}\;{\frac {10}{11}}\;{\frac {12}{11}}\;{\frac {12}{13}}\;{\frac {14}{13}}\;{\frac {14}{15}}\;{\frac {16}{15}}\right)^{1/16}\cdots ,}
el producto de Catalán 
{\displaystyle {\text{e}}=\left({\frac {2}{1}}\right)^{1/1}\left({\frac {4}{1\cdot 3}}\right)^{1/2}\left({\frac {6\cdot 8}{5\cdot 7}}\right)^{1/4}\left({\frac {10\cdot 12\cdot 14\cdot 16}{9\cdot 11\cdot 13\cdot 15}}\right)^{1/8}\cdots ,}
y el producto de Guillera
{\displaystyle {\text{e}}=\left({\frac {2}{1}}\right)^{1/1}\left({\frac {2^{2}}{1\cdot 3}}\right)^{1/2}\left({\frac {2^{3}\cdot 4}{1\cdot 3^{3}}}\right)^{1/3}\left({\frac {2^{4}\cdot 4^{4}}{1\cdot 3^{6}\cdot 5}}\right)^{1/4}\cdots ,}
donde el n-ésimo factor es la n-ésima raíz del producto
{\displaystyle \prod _{k=0}^{n}(k+1)^{(-1)^{k+1}{n \choose k}},}
como también el producto infinito
{\displaystyle {\text{e}}={\frac {2\cdot 2^{(\ln(2)-1)^{2}}\cdots }{2^{\ln(2)-1}\cdot 2^{(\ln(2)-1)^{3}}\cdots }}.}

### Como fracción continua
El desarrollo decimal de e no muestra regularidad alguna. Sin embargo, con las fracciones continuas, que pueden ser normalizadas (con los numeradores todos iguales a 1) o no, obtenemos, en fracción continua normalizada:
lo que se escribe {\displaystyle {\text{e}}=[2;1,{\textbf {2}},1,1,{\textbf {4}},1,1,{\textbf {6}},1,1,{\textbf {8}},1,1,\ldots ,{\textbf {2n}},1,1,\ldots ]}, propiedad descubierta por Leonhard Euler (A003417 en OEIS). En fracción continua no normalizada se tiene
En ambos casos, e presenta regularidades no fortuitas.

### Dígitos conocidos
El número de dígitos conocidos de e ha aumentado enormemente durante las últimas décadas. Esto es debido tanto al aumento del desempeño de las computadoras como también a la mejora de los algoritmos utilizados. 
En 1949, J. von Neumann y su grupo utilizaron el ENIAC para obtener 2010 decimales. D. Shanks y J.W. Wrench hallaron hasta 100.265 en 1961 con la fórmula de Euler con un IBM 7090. Se emplearon 2,5 horas. Ya para 1994, R. Nemiroff y J. Bonnell habían llegado a 10.000.000 de decimales.
En las últimas décadas, los ordenadores fueron capaces de obtener números que poseen una inmensa cantidad de decimales. Así, por
ejemplo, en el año 2000, utilizando el programa de cálculo PiFast33 en un ordenador Pentium III 800, se obtuvieron
12 884 901 000 cifras decimales, para lo que se necesitaron 167 horas.
| Fecha                    | Cantidad de cifras | Realizador del cálculo           |
| ------------------------ | ------------------ | -------------------------------- |
| 1690                     | 1                  | Jacob Bernoulli                  |
| 1714                     | 13                 | Roger Cotes                      |
| 1748                     | 23                 | Leonhard Euler                   |
| 1853                     | 137                | William Shanks                   |
| 1871                     | 205                | William Shanks                   |
| 1884                     | 346                | J. Marcus Boorman                |
| 1949                     | 2,010              | John von Neumann (en el ENIAC)   |
| 1961                     | 100,265            | Daniel Shanks y John Wrench      |
| 1978                     | 116,000            | Steve Wozniak en el Apple II     |
| 1994                     | 10 000 000         | Robert Nemiroff y Jerry Bonnell  |
| Mayo de 1997             | 18 199 978         | Patrick Demichel                 |
| Agosto de 1997           | 20 000 000         | Birger Seifert                   |
| Septiembre de 1997       | 50 000 817         | Patrick Demichel                 |
| Febrero de 1999          | 200 000 579        | Sebastián Wedeniwski             |
| Octubre de 1999          | 869 894 101        | Sebastián Wedeniwski             |
| 21 de noviembre de 1999  | 1 250 000 000      | Xavier Gourdon                   |
| 10 de julio de 2000      | 2 147 483 648      | Shigeru Kondo y Xavier Gourdon   |
| 16 de julio de 2000      | 3 221 225 472      | Colin Martin y Xavier Gourdon    |
| 2 de agosto de 2000      | 6 442 450 944      | Shigeru Kondo y Xavier Gourdon   |
| 16 de agosto de 2000     | 12 884 901 000     | Shigeru Kondo y Xavier Gourdon   |
| 21 de agosto de 2003     | 25 100 000 000     | Shigeru Kondo y Xavier Gourdon   |
| 18 de septiembre de 2003 | 50 100 000 000     | Shigeru Kondo y Xavier Gourdon   |
| 27 de abril de 2007      | 100 000 000 000    | Shigeru Kondo y Steve Pagliarulo |
| 6 de mayo de 2009        | 200 000 000 000    | Shigeru Kondo y Steve Pagliarulo |
| 21 de febrero de 2010    | 500 000 000 000    | Alexander J. Yee                 |
| 5 de julio de 2010       | 1 000 000 000 000  | Shigeru Kondo y Alexander J. Yee |
| 24 de junio de 2015      | 1 400 000 000 000  | Matthew Hebert                   |
| 5 de diciembre de 2020   | 31 415 926 535 897 | David Christle                   |

En la época computacional del cálculo de e las cifras se han disparado, no solo debido a la potencia de cálculo que estas máquinas son capaces de generar, sino también por el prestigio que conlleva para el constructor de la máquina cuando su marca aparece en la lista de los récords.

### Primeras cien cifras decimales
Las cien primeras cifras de {\displaystyle {\text{e}}} son:
{\displaystyle {\text{e}}\approx 2,7182818284} {\displaystyle 5904523536} {\displaystyle 0287471352} {\displaystyle 6624977572} {\displaystyle 4709369995} {\displaystyle 9574966967} {\displaystyle 6277240766} {\displaystyle 3035354759} {\displaystyle 4571382178} {\displaystyle 5251664274}

## Cuestiones abiertas sobre e
- No se sabe si {\displaystyle {\text{e}}} es simplemente normal en base 10 (o alguna otra base). Esto es, que cada uno de los diez dígitos del sistema decimal tenga la misma probabilidad de aparición en una expansión decimal.
- No se sabe si {\displaystyle {\text{e}}^{e}} es trascendente.
- No se sabe si {\displaystyle \pi +e} y {\displaystyle \pi \cdot e} son irracionales. Se sabe que no son raíces de polinomios de grado inferior a nueve y con coeficientes enteros del orden 109.[49][50] Sin embargo, al menos uno de {\displaystyle e+\pi } y {\displaystyle e\pi } debe ser trascendental. De forma más general, para dos números trascendentes cualesquiera {\displaystyle a} y {\displaystyle b}, al menos uno de {\displaystyle a+b} y {\displaystyle ab} debe ser trascendental. Para verlo, consideremos el polinomio {\displaystyle (x-a)(x-b)=x^{2}-(a+b)x+ab.} Si {\displaystyle (a+b)} y {\displaystyle ab} fueran algebraicos entonces éste sería un polinomio con coeficientes algebraicos. Como los números algebraicos forman un cuerpo algebraicamente cerrado, esto implicaría que las raíces del polinomio, {\displaystyle a} y {\displaystyle b,} deben ser algebraicas. Pero esto es una contradicción, y por tanto debe darse el caso de que al menos uno de los coeficientes sea trascendental.

## Cultura popular
A diferencia del número π, el número e no es tan popular como el primero. Sin embargo, hay cientos de entusiastas que memorizan sus dígitos. El récord actual lo posee Sharma, Rahul con 25 000 cifras memorizadas y la plusmarca de la categoría con malabares es de 571.